# Rauso
Rauso fue una región del Cuerno de África en la antigüedad tardía.

## Geografía
El Monumentum Adulitanum es una inscripción monumental del siglo IV del rey Ezana de Axum que registra sus diversas victorias en la guerra. Está perdido, pero su texto fue copiado en el siglo VI por Cosmas Indicopleustes en su Topographia Christiana. Describe cómo Ezana conquistó una tierra y un pueblo llamado Rauso al oeste de Aromata. La descripción de la tierra es congruente con las actuales Dollo Zone y Haud. también se ha traducido como "tierra de incienso"  o "país del incienso":
Subyugué a los pueblos de Rauso que viven en medio de bárbaros recolectores de incienso entre grandes llanuras sin agua.
El sacerdote anglicano británico William Vincent describió la región de Rauso como que se extendía hacia el oeste desde Aromata hasta el interior del hasta ahora posible reino de Adal. Durante su existencia, la entidad contemporánea al norte de Rauso fue Sesea. La región de Rauso también podría ser congruente con las llanuras de Nugaal en el norte de Somalia. Laurence P. Kirwan lo identificó con el desierto de Danakil, habitado hoy por los afar.

## Política
El periodista inglés Frederick Guest Tomlins describió a Rauso como un reino. Rauso también tenía un topónimo alternativo por el epíteto de Raitnus. Solía intercambiar ministros religiosos ordenados con las entidades políticas del norte. Una religión predominante practicada durante el período Rauso fue el waaqismo. Durante la era clásica, a través de su contacto con los comerciantes hadramautíes e himyaritas, el reino de Rauso también tuvo contacto con las religiones abrahámicas, en la forma del cristianismo en la primera y el judaísmo en la última, y algunas de estas poblaciones se habían asentado y se habían somalizado. Se considera que la era anterior a Rauso se corresponde con la historia de las tierras bajas cushíticas orientales.
Limitaba al sur con varios grupos tribales horner y cushitas como los azanianos del norte, los ormas, los bazrangi, los tunni, los gabooye y varios otros cushitas orientales de las tierras bajas. En algún momento durante la segunda mitad del primer milenio, Rauso fue reemplazado por las civilizaciones de Jabarta y Ximan. Al mismo tiempo, también existía una civilización predominantemente cristiana llamada Harli hacia el norte en el valle de Nugaal.